# 12 Heures de Sebring 2000
Navigation
Édition précédente Édition suivante
Les 12 Heures de Sebring 2000 sont la 48e édition de l'épreuve et la 1re manche de l'American Le Mans Series 2000. Elles ont été remportées le 18 mars 2000 par l'Audi no 78 de Frank Biela, Emanuele Pirro et Tom Kristensen.

## Circuit

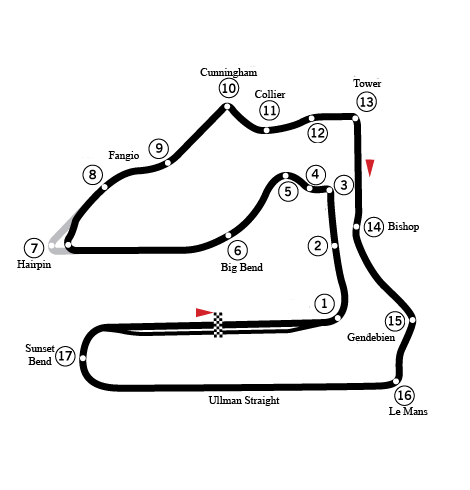
Le Sebring International Raceway, cadre des 12 Heures de Sebring 2000.

Les 12 Heures de Sebring 2000 se déroulent sur le Sebring International Raceway situé en Floride. Il est composé de deux longues lignes droites, séparées par des courbes rapides ainsi que quelques chicanes. Ce tracé a un grand passé historique car il est utilisé pour des courses automobiles depuis 1950. Ce circuit est célèbre car il a accueilli la Formule 1.

## Résultats
Voici le classement au terme de la course.
- Les vainqueurs de chaque catégorie sont signalés par un fond jauni.
- Pour la colonne Pneus, il faut passer le curseur au-dessus du modèle pour connaître le manufacturier de pneumatiques.

| Pos    | Cat | n° | Équipe                              | Pilotes                                                  | Châssis                           | Pneus | Tours |
| Pos    | Cat | n° | Équipe                              | Pilotes                                                  | Moteur                            | Pneus | Tours |
| ------ | --- | -- | ----------------------------------- | -------------------------------------------------------- | --------------------------------- | ----- | ----- |
| 1      | LMP | 78 | Audi Sport North America            | Frank Biela Emanuele Pirro Tom Kristensen                | Audi R8                           | M     | 360   |
| 1      | LMP | 78 | Audi Sport North America            | Frank Biela Emanuele Pirro Tom Kristensen                | Audi 3.6 L Turbo V8               | M     | 360   |
| 2      | LMP | 77 | Audi Sport North America            | Rinaldo Capello Michele Alboreto Allan McNish            | Audi R8                           | M     | 360   |
| 2      | LMP | 77 | Audi Sport North America            | Rinaldo Capello Michele Alboreto Allan McNish            | Audi 3.6 L Turbo V8               | M     | 360   |
| 3      | LMP | 42 | BMW Motorsport Schnitzer Motorsport | Jörg Müller JJ Lehto                                     | BMW V12 LMR                       | M     | 359   |
| 3      | LMP | 42 | BMW Motorsport Schnitzer Motorsport | Jörg Müller JJ Lehto                                     | BMW S70 6.0 L V12                 | M     | 359   |
| 4      | LMP | 43 | BMW Motorsport Schnitzer Motorsport | Jean-Marc Gounon Steve Soper Bill Auberlen               | BMW V12 LMR                       | M     | 358   |
| 4      | LMP | 43 | BMW Motorsport Schnitzer Motorsport | Jean-Marc Gounon Steve Soper Bill Auberlen               | BMW S70 6.0 L V12                 | M     | 358   |
| 5      | LMP | 27 | Doran Lista Racing                  | Didier Theys Mauro Baldi Fredy Lienhard                  | Ferrari 333 SP                    | M     | 337   |
| 5      | LMP | 27 | Doran Lista Racing                  | Didier Theys Mauro Baldi Fredy Lienhard                  | Judd GV4 4.0 L V10                | M     | 337   |
| 6      | LMP | 19 | Team Cadillac                       | Wayne Taylor Eric van de Poele Max Angelelli             | Cadillac Northstar LMP            | P     | 331   |
| 6      | LMP | 19 | Team Cadillac                       | Wayne Taylor Eric van de Poele Max Angelelli             | Cadillac Northstar 4.0 L Turbo V8 | P     | 331   |
| 7      | GTS | 91 | Viper Team Oreca                    | Dominique Dupuy Olivier Beretta Karl Wendlinger          | Dodge Viper GTS-R                 | M     | 327   |
| 7      | GTS | 91 | Viper Team Oreca                    | Dominique Dupuy Olivier Beretta Karl Wendlinger          | Dodge 8.0 L V10                   | M     | 327   |
| 8      | GTS | 92 | Viper Team Oreca                    | David Donohue Tommy Archer Marc Duez                     | Dodge Viper GTS-R                 | M     | 326   |
| 8      | GTS | 92 | Viper Team Oreca                    | David Donohue Tommy Archer Marc Duez                     | Dodge 8.0 L V10                   | M     | 326   |
| 9      | GTS | 93 | Viper Team Oreca                    | Jean-Philippe Belloc Anthony Beltoise Ni Amorim          | Dodge Viper GTS-R                 | M     | 321   |
| 9      | GTS | 93 | Viper Team Oreca                    | Jean-Philippe Belloc Anthony Beltoise Ni Amorim          | Dodge 8.0 L V10                   | M     | 321   |
| 10     | GT  | 5  | Dick Barbour Racing                 | Dirk Müller Lucas Luhr                                   | Porsche 911 GT3-R                 | M     | 313   |
| 10     | GT  | 5  | Dick Barbour Racing                 | Dirk Müller Lucas Luhr                                   | Porsche 3.6 L Flat-6              | M     | 313   |
| 11     | GT  | 70 | Skea Racing International           | Johnny Mowlem David Murry                                | Porsche 911 GT3-R                 | P     | 308   |
| 11     | GT  | 70 | Skea Racing International           | Johnny Mowlem David Murry                                | Porsche 3.6 L Flat-6              | P     | 308   |
| 12     | GTS | 33 | Konrad Motorsport                   | Franz Konrad Charles Slater John Paul, Jr.               | Porsche 911 GT2                   | D     | 307   |
| 12     | GTS | 33 | Konrad Motorsport                   | Franz Konrad Charles Slater John Paul, Jr.               | Porsche 3.8 L Turbo Flat-6        | D     | 307   |
| 13     | GT  | 03 | Reiser Callas Rennsport             | Hurley Haywood Craig Stanton Joel Reiser                 | Porsche 911 GT3-R                 | Y     | 306   |
| 13     | GT  | 03 | Reiser Callas Rennsport             | Hurley Haywood Craig Stanton Joel Reiser                 | Porsche 3.6 L Flat-6              | Y     | 306   |
| 14     | GT  | 07 | RWS Motorsport                      | Dieter Quester Philipp Peter Luca Riccitelli             | Porsche 911 GT3-R                 | M     | 302   |
| 14     | GT  | 07 | RWS Motorsport                      | Dieter Quester Philipp Peter Luca Riccitelli             | Porsche 3.6 L Flat-6              | M     | 302   |
| 15     | GT  | 41 | Team LR Organization                | Christophe Bouchut Angelo Zadra                          | Porsche 911 GT3-R                 | Y     | 302   |
| 15     | GT  | 41 | Team LR Organization                | Christophe Bouchut Angelo Zadra                          | Porsche 3.6 L Flat-6              | Y     | 302   |
| 16     | GTS | 4  | Corvette Racing                     | Andy Pilgrim Kelly Collins Franck Fréon                  | Chevrolet Corvette C5-R           | G     | 300   |
| 16     | GTS | 4  | Corvette Racing                     | Andy Pilgrim Kelly Collins Franck Fréon                  | Chevrolet 7.0 L V8                | G     | 300   |
| 17     | GT  | 71 | Skea Racing International           | Rohan Skea Grady Willingham Lloyd Hawkins                | Porsche 911 GT3-R                 | P     | 284   |
| 17     | GT  | 71 | Skea Racing International           | Rohan Skea Grady Willingham Lloyd Hawkins                | Porsche 3.6 L Flat-6              | P     | 284   |
| 18     | GT  | 87 | Michael Colucci Racing Nygmatech    | Tim Robertson Ian James João Barbosa                     | Porsche 911 Carrera RSR           | P     | 276   |
| 18     | GT  | 87 | Michael Colucci Racing Nygmatech    | Tim Robertson Ian James João Barbosa                     | Porsche 3.8 L Flat-6              | P     | 276   |
| 19     | GT  | 66 | The Racer's Group                   | Kevin Buckler Robert Nagel Mike Fitzgerald               | Porsche 911 GT3-R                 | G     | 266   |
| 19     | GT  | 66 | The Racer's Group                   | Kevin Buckler Robert Nagel Mike Fitzgerald               | Porsche 3.6 L Flat-6              | G     | 266   |
| 20     | GT  | 89 | Michael Colucci Racing Nygmatech    | Dave Dullum James McCormick Kurt Baumann                 | Porsche 911 GT3-R                 | P     | 258   |
| 20     | GT  | 89 | Michael Colucci Racing Nygmatech    | Dave Dullum James McCormick Kurt Baumann                 | Porsche 3.6 L Flat-6              | P     | 258   |
| 21 Abd | GT  | 51 | Dick Barbour Racing                 | Sascha Maassen Bob Wollek                                | Porsche 911 GT3-R                 | M     | 251   |
| 21 Abd | GT  | 51 | Dick Barbour Racing                 | Sascha Maassen Bob Wollek                                | Porsche 3.6 L Flat-6              | M     | 251   |
| 22 Abd | LMP | 1  | Panoz Motor Sports                  | David Brabham Jan Magnussen Pierre-Henri Raphanel        | Panoz LMP-1 Roadster-S            | M     | 249   |
| 22 Abd | LMP | 1  | Panoz Motor Sports                  | David Brabham Jan Magnussen Pierre-Henri Raphanel        | Élan 6L8 6.0 L V8                 | M     | 249   |
| 23 Abd | GT  | 21 | MCR Aspen Knolls                    | Shane Lewis Cort Wagner Bob Mazzuoccola                  | Porsche 911 GT3-R                 | P     | 229   |
| 23 Abd | GT  | 21 | MCR Aspen Knolls                    | Shane Lewis Cort Wagner Bob Mazzuoccola                  | Porsche 3.6 L Flat-6              | P     | 229   |
| 24 Abd | GTS | 3  | Corvette Racing                     | Chris Kneifel Ron Fellows Justin Bell                    | Chevrolet Corvette C5-R           | G     | 201   |
| 24 Abd | GTS | 3  | Corvette Racing                     | Chris Kneifel Ron Fellows Justin Bell                    | Chevrolet 7.0 L V8                | G     | 201   |
| 25     | LMP | 37 | Intersport Racing                   | Jon Field Don Whittington Dale Whittington (en)          | Lola B98/10                       | G     | 181   |
| 25     | LMP | 37 | Intersport Racing                   | Jon Field Don Whittington Dale Whittington (en)          | Ford 5.1 L V8                     | G     | 181   |
| 26 Abd | LMP | 38 | Champion Racing                     | Dorsey Schroeder James Weaver Ralf Kelleners             | Lola B2K/10                       | M     | 165   |
| 26 Abd | LMP | 38 | Champion Racing                     | Dorsey Schroeder James Weaver Ralf Kelleners             | Porsche 3.6 L Turbo Flat-6        | M     | 165   |
| 27 Abd | LMP | 31 | Motorola DAMS                       | Emmanuel Collard Éric Bernard                            | Cadillac Northstar LMP            | P     | 163   |
| 27 Abd | LMP | 31 | Motorola DAMS                       | Emmanuel Collard Éric Bernard                            | Cadillac Northstar 4.0 L Turbo V8 | P     | 163   |
| 28     | GT  | 88 | Michael Colucci Racing Nygmatech    | Leo Hindery Peter Baron Tony Kester                      | Porsche 911 GT3-R                 | P     | 147   |
| 28     | GT  | 88 | Michael Colucci Racing Nygmatech    | Leo Hindery Peter Baron Tony Kester                      | Porsche 3.6 L Flat-6              | P     | 147   |
| 29 Abd | GT  | 30 | White Lightning Racing              | Gunnar Jeannette Rod McLeod Michael Lauer                | Porsche 911 GT3-R                 | P     | 143   |
| 29 Abd | GT  | 30 | White Lightning Racing              | Gunnar Jeannette Rod McLeod Michael Lauer                | Porsche 3.6 L Flat-6              | P     | 143   |
| 30 Abd | GT  | 6  | Prototype Technology Group          | Boris Said Johannes van Overbeek Hans-Joachim Stuck      | BMW M3                            | Y     | 141   |
| 30 Abd | GT  | 6  | Prototype Technology Group          | Boris Said Johannes van Overbeek Hans-Joachim Stuck      | BMW 3.2 L I6                      | Y     | 141   |
| 31 Abd | GTS | 08 | Roock Motorsport North America      | Claudia Hürtgen Hubert Haupt Vic Rice                    | Porsche 911 GT2                   | Y     | 125   |
| 31 Abd | GTS | 08 | Roock Motorsport North America      | Claudia Hürtgen Hubert Haupt Vic Rice                    | Porsche 3.8 L Turbo Flat-6        | Y     | 125   |
| 32 Abd | LMP | 06 | Multimatic Motorsports              | Scott Maxwell John Graham David Empringham               | Lola B98/10                       | P     | 124   |
| 32 Abd | LMP | 06 | Multimatic Motorsports              | Scott Maxwell John Graham David Empringham               | Ford Cosworth XD 2.6 L Turbo V8   | P     | 124   |
| 33 Abd | GT  | 10 | Prototype Technology Group          | Peter Cunningham Brian Cunningham Darren Law             | BMW M3                            | Y     | 106   |
| 33 Abd | GT  | 10 | Prototype Technology Group          | Peter Cunningham Brian Cunningham Darren Law             | BMW 3.2 L I6                      | Y     | 106   |
| 34 Abd | GT  | 52 | Seikel Motorsport                   | Philip Collin Kurt Mathewson Tony Burgess                | Porsche 911 GT3-R                 | D     | 105   |
| 34 Abd | GT  | 52 | Seikel Motorsport                   | Philip Collin Kurt Mathewson Tony Burgess                | Porsche 3.6 L Flat-6              | D     | 105   |
| 35 Abd | LMP | 9  | Team Cadillac                       | Andy Wallace Franck Lagorce                              | Cadillac Northstar LMP            | P     | 87    |
| 35 Abd | LMP | 9  | Team Cadillac                       | Andy Wallace Franck Lagorce                              | Cadillac Northstar 4.0 L Turbo V8 | P     | 87    |
| 36 Abd | LMP | 2  | Panoz Motor Sports                  | Johnny O'Connell Hiroki Katou                            | Panoz LMP-1 Roadster-S            | M     | 79    |
| 36 Abd | LMP | 2  | Panoz Motor Sports                  | Johnny O'Connell Hiroki Katou                            | Élan 6L8 6.0 L V8                 | M     | 79    |
| 37 Abd | GTS | 09 | Roock Motorsport North America      | Zak Brown Stephen Earle Manfred Jurasz                   | Porsche 911 GT2                   | Y     | 76    |
| 37 Abd | GTS | 09 | Roock Motorsport North America      | Zak Brown Stephen Earle Manfred Jurasz                   | Porsche 3.8 L Turbo Flat-6        | Y     | 76    |
| 38 Abd | LMP | 36 | Johansson-Matthews Racing           | Stefan Johansson Guy Smith Jim Matthews                  | Reynard 2KQ                       | Y     | 65    |
| 38 Abd | LMP | 36 | Johansson-Matthews Racing           | Stefan Johansson Guy Smith Jim Matthews                  | Judd GV4 4.0 L V10                | Y     | 65    |
| 39 Abd | GT  | 23 | Alex Job Racing                     | Randy Pobst Mike Conte Bruno Lambert                     | Porsche 911 GT3-R                 | M     | 59    |
| 39 Abd | GT  | 23 | Alex Job Racing                     | Randy Pobst Mike Conte Bruno Lambert                     | Porsche 3.6 L Flat-6              | M     | 59    |
| 40 Abd | LMP | 0  | Team Rafanelli SRL                  | Mimmo Schiattarella Pierluigi Martini Didier de Radiguès | Lola B2K/10                       | M     | 52    |
| 40 Abd | LMP | 0  | Team Rafanelli SRL                  | Mimmo Schiattarella Pierluigi Martini Didier de Radiguès | Judd (Rafanelli) GV4 4.0 L V10    | M     | 52    |
| 41 Abd | LMP | 74 | Robinson Racing                     | George Robinson Irv Hoerr Jack Baldwin                   | Reynard 2KQ                       | G     | 48    |
| 41 Abd | LMP | 74 | Robinson Racing                     | George Robinson Irv Hoerr Jack Baldwin                   | Judd GV4 4.0 L V10                | G     | 48    |
| 42 Abd | LMP | 02 | Pole Team                           | Norman Simon Günther Blieninger Mark Simo                | Riley & Scott Mk III              | M     | 8     |
| 42 Abd | LMP | 02 | Pole Team                           | Norman Simon Günther Blieninger Mark Simo                | Judd GV4 4.0 L V10                | M     | 8     |